# BarlowGirl

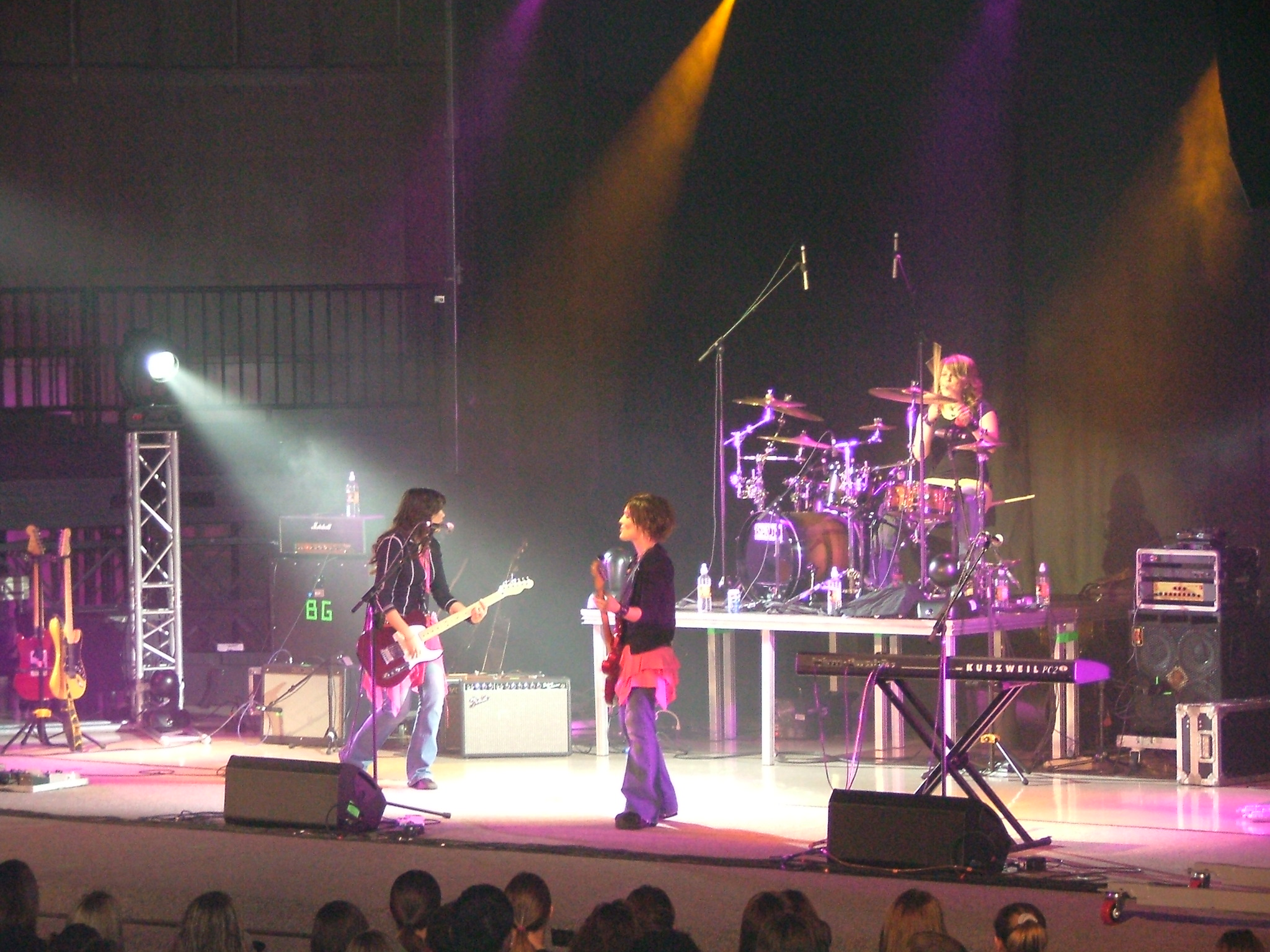
BarlowGirl in 2004

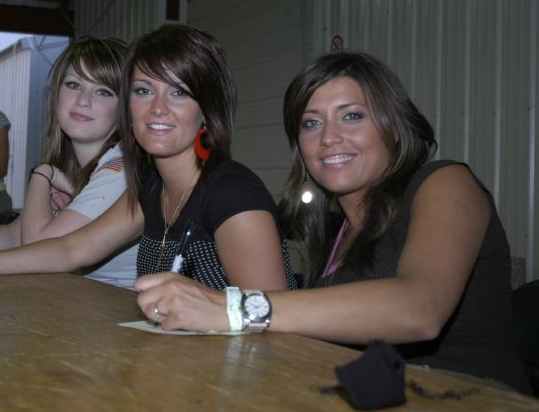
BarlowGirls v.l.n.r. Lauren, Alyssa, and Rebecca.

BarlowGirl was een Amerikaanse christelijke rockband, bestaande uit de zussen Becca, Alyssa en Lauren Barlow.

## Biografie
BarlowGirl debuteerde onder deze naam in 2004, maar bestond al langer als begeleidingsband van vader Barlow. De drie zussen hadden in eerste instantie helemaal geen behoefte om een echte band te worden maar beschouwen het maken van muziek als een opdracht van God. In 2004 kwam hun titelloze debuutalbum uit bij Fervent Records. Dit album stond maanden op nummer 1 in de Amerikaanse christelijke hitlijsten en ook de singles stonden in de toplijsten. De hit Never Alone werd in 2005 ook toegevoegd aan de playlist van seculiere stations.
In september 2005 werd hun tweede album: Another Journal Entry uitgebracht. I Need You To Love Me was de hitsingle van deze plaat. Hiervan verscheen later ook een 'expanded edition' met vijf bonustracks. Een van deze bonusnummers was For the beauty of the earth, dat de groep opnam voor de soundtrack van The Nativity story. BarlowGirl trad drie keer op in Nederland: in 2004 op het Flevo Festival en Winter Wonder Rock, en in juni 2006 op de EO-Jongerendag. De band werd meerdere keren genomineerd voor de prestigieuze Dove Awards, en zong tijdens een van de uitreikingen het nummer Forgive me samen met zangeres Rebecca St. James. Deze samenwerking is op St. James' album If I had one chance to tell you something terug te vinden.
Het derde studioalbum How can we be silent kwam in 2007 uit. Hierop liet de band een volwassener geluid horen. De teksten gaan onder meer over je uitspreken over je geloof en offers brengen voor God. Als singles werden Here's My Life, Million Voices en I Believe In Love uitgebracht. Een jaar later kwam BarlowGirl met een kerst-cd, Home for Christmas. Deze cd bevat veel klassieke kerstliedjes en heeft een rustigere sound. 
In 2009 kwam hun laatste album uit, Love and war. Deze cd gaat vooral over het uitspreken van het geloof. De meest bekende nummers zijn "Beautiful Eding", "Running Out Of Time" en "Time For You To Go".
In 2012 ging de band uit elkaar.

## Standpunten
De leden van BarlowGirl hebben in interviews te kennen gegeven te geloven dat God iedereen geroepen heeft voor een leven vol overgave aan Hem. Ze zeiden van mening te zijn dat de wereld vol zit met onreine en immorele dingen. De meiden willen daar dan ook tegenin gaan: 'De wereld laat ons denken dat onreinheid en immorele dingen cool zijn, maar zegt God niet het tegenovergestelde?' BarlowGirl zei op te komen voor Gods principes. Ze vertelden de wereld dat het beter is om je niet met onreine dingen (zoals losbandige seks) bezig te houden en dat je bijvoorbeeld niet per se korte truitjes aan hoeft om mooi te zijn.

### Albums
| Album met eventuele hitnotering(en) in de Nederlandse Album Top 100 | Datum van verschijnen | Datum van binnenkomst | Hoogste positie | Aantal weken | Opmerkingen   |
| ------------------------------------------------------------------- | --------------------- | --------------------- | --------------- | ------------ | ------------- |
| BarlowGirl                                                          | 24-02-2004            |                       |                 |              |               |
| Another Journal Entry                                               | 27-09-2005            |                       |                 |              |               |
| How Can We Be Silent?                                               | 24-07-2007            |                       |                 |              |               |
| Home for Christmas                                                  | 26-09-2008            |                       |                 |              | Kerstalbum    |
| Love & War                                                          | 08-09-2009            |                       |                 |              |               |
| Our Journey... So Far                                               | 2010                  |                       |                 |              | Verzamelalbum |